# Tricimba languida
Tricimba languida är en tvåvingeart som beskrevs av Ismay 1993. Tricimba languida ingår i släktet Tricimba och familjen fritflugor. Inga underarter finns listade i Catalogue of Life.